# 大亨堡

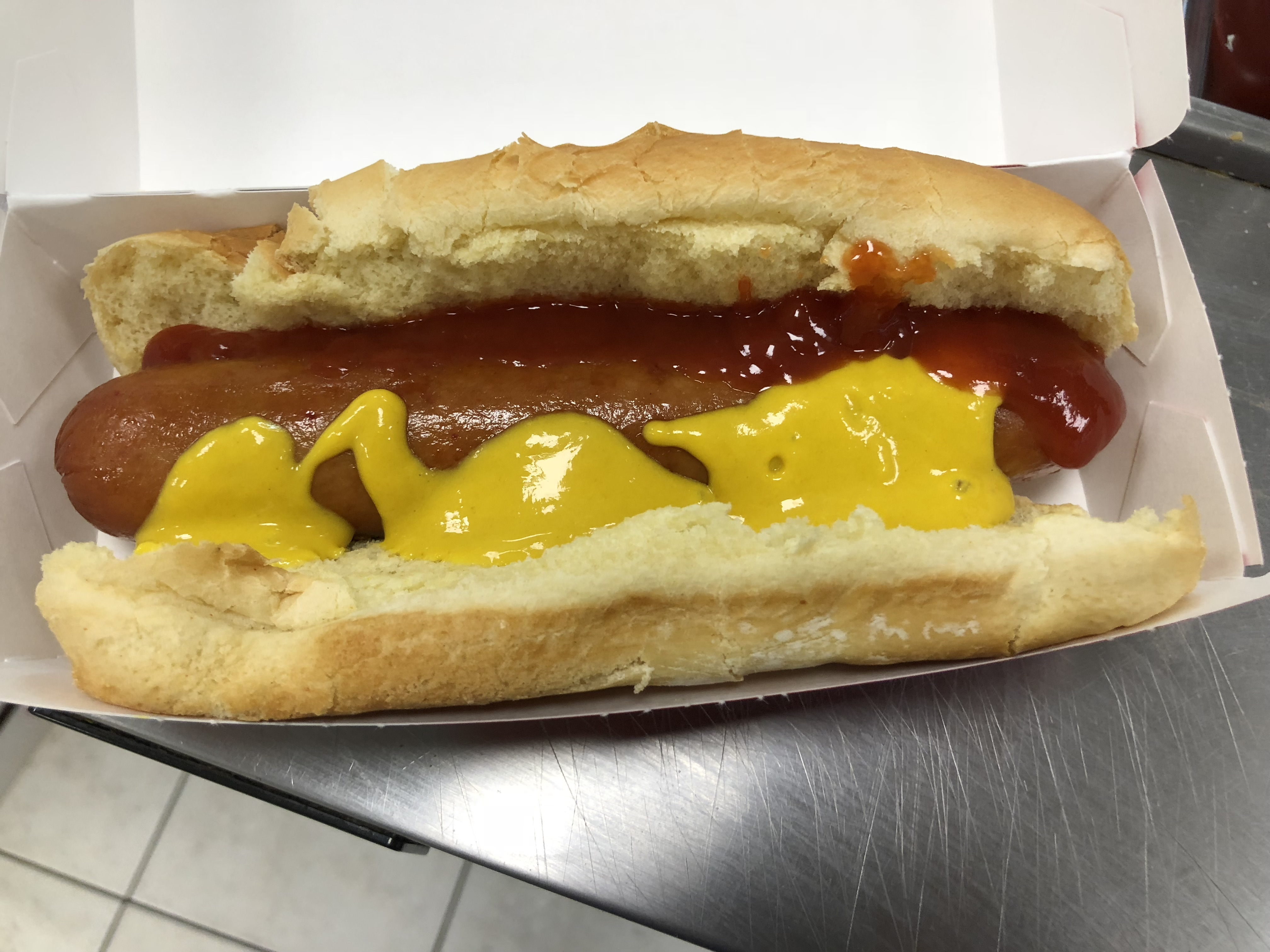

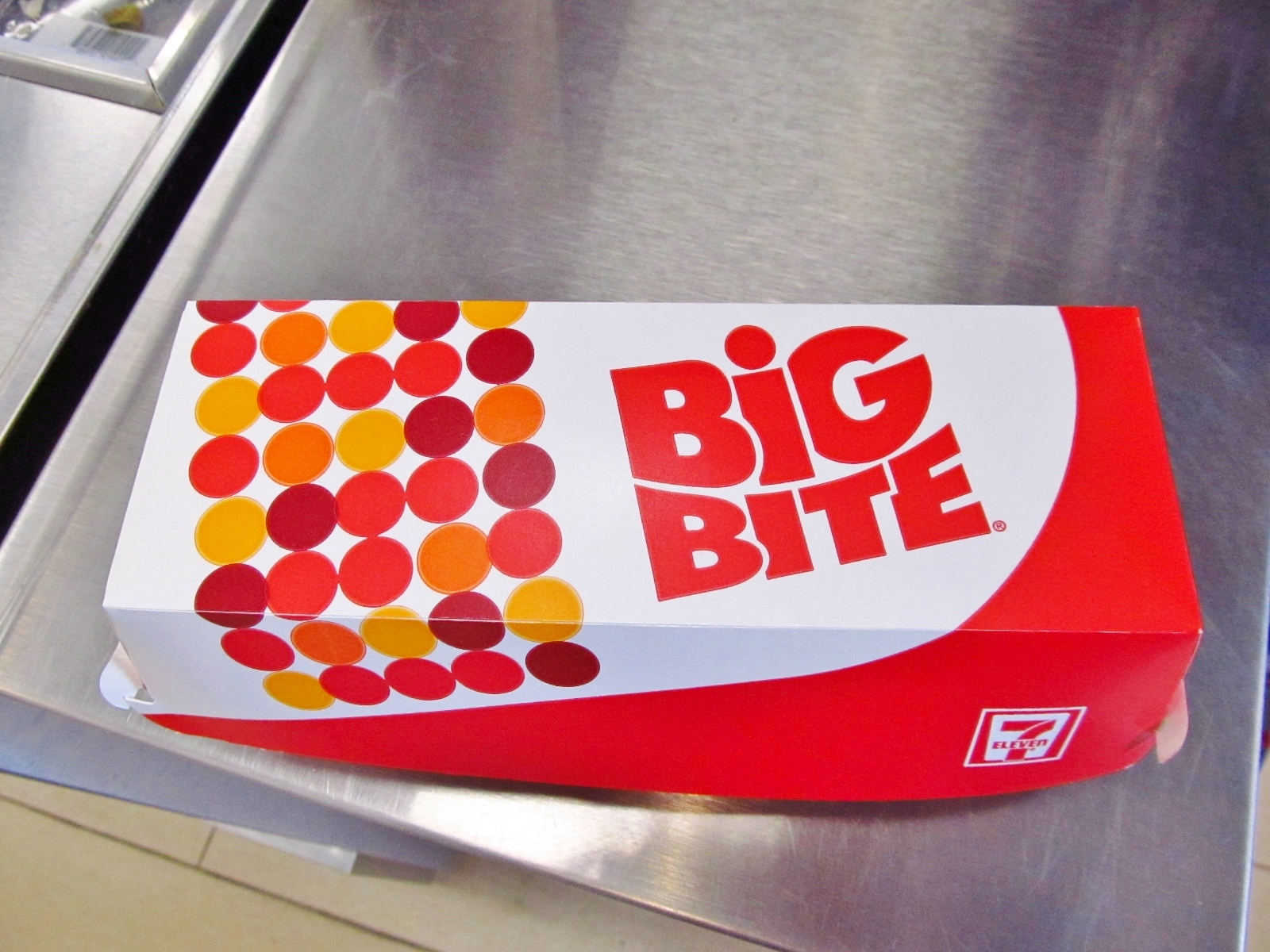
美國大亨堡（Big Bite）的外盒

大亨堡為7-Eleven便利商店所推出的一種熱狗之品牌名稱，也是註冊商標之一。

## 作法
食用方式是以預先加熱的麵包加上熱狗，熱狗通常有3至4種口味，店內提供多種醬料（如番茄醬、芥末醬、酸黃瓜醬等）供顧客自行使用，使用專門烘烤熱狗的機器再加上麵包保溫的機器來販售，台灣原使用麵包保溫機，後來多改以微波爐來加熱麵包，亦有部分店家用麵包保溫機。日本及中國大陸以外多數國家的7-Eleven都有販售。